# Gouvernement Fico I
République slovaque
Dzurinda II Radičová
Le gouvernement Fico I (en slovaque : Prvá vláda Roberta Fica) est le gouvernement de la République slovaque entre le 4 juillet 2006 et le 8 juillet 2010, durant la quatrième législature du Conseil national.

## Coalition et historique
Dirigé par le nouveau président du gouvernement social-démocrate Robert Fico, il était soutenu par une coalition entre la Direction - Social-démocratie (SMER-SD), le Parti populaire - Mouvement pour une Slovaquie démocratique (ĽS-HZDS) et le Parti national slovaque (SNS), qui disposent ensemble de 85 députés sur 150 au Conseil national, soit 56,7 % des sièges.
Il a été formé à la suite de la victoire de la SMER-SD aux élections législatives anticipées du 17 juin 2006 et succédait au second gouvernement de Mikuláš Dzurinda, formé par une alliance de quatre partis de centre droit. Après la victoire des forces du centre droit aux élections législatives du 12 juin 2010, il a été remplacé par le gouvernement d'Iveta Radičová.

## Composition

### Initiale (4 juillet 2006)
| Portefeuille | Nom | Nom                                                                              | Parti   |
| --- | --- | -------------------------------------------------------------------------------- | ------- |
| Président du gouvernement |     | Robert Fico                                                                      | SMER-SD |
| Vice-président du gouvernement Chargé de la Société de la connaissance, des Affaires européennes, des Droits de l'Homme et des Minorités |     | Dušan Čaplovič                                                                   | SMER-SD |
| Vice-président du gouvernement Ministre de l'Intérieur                                                                                   |     | Robert Kaliňák                                                                   | SMER-SD |
| Vice-président(e) du gouvernement Ministre de la Justice                                                                                 |     | Štefan Harabin                                                                   | ĽS-HZDS |
| Vice-président du gouvernement Ministre de l'Éducation                                                                                   |     | Ján Mikolaj (sk)                                                                 | SNS     |
| Ministre des Finances |     | Ján Počiatek                                                                     | SMER-SD |
| Ministre des Affaires étrangères |     | Ján Kubiš                                                                        | SMER-SD |
| Ministre de l'Économie |     | Ľubomír Jahnátek                                                                 | SMER-SD |
| Ministre de la Défense |     | František Kašický (jusqu'au 30.01.2008) Jaroslav Baška (sk)                      | SMER-SD |
| Ministre de la Culture |     | Marek Maďarič                                                                    | SMER-SD |
| Ministre de la Santé |     | Ivan Valentovič (sk) (jusqu'au 01.06.2008) Richard Raši (à partir du 03.06.2008) | SMER-SD |
| Ministre de l'Agriculture |     | Miroslav Jureňa (jusqu'au 27.11.2007) Zdenka Kramplová                           | ĽS-HZDS |
| Ministre des Transports, des Postes et des Télécommunications                                                                            |     | Ľubomír Vážny                                                                    | SMER-SD |
| Ministre des Travaux publics et du Développement régional                                                                                |     | Marian Janušek                                                                   | SNS     |
| Ministre du Travail, des Affaires sociales et de la Famille                                                                              |     | Viera Tomanová                                                                   | SMER-SD |
| Ministre de l'Environnement |     | Jaroslav Izák (sk)                                                               | SNS     |

### Remaniement du18 août 2008
- Les nouveaux ministres sont indiqués en gras, ceux ayant changé d'attributions en italique.

| Portefeuille | Nom | Nom                                                                                  | Parti   |
| --- | --- | ------------------------------------------------------------------------------------ | ------- |
| Président du gouvernement |     | Robert Fico                                                                          | SMER-SD |
| Vice-président du gouvernement Chargé de la Société de la connaissance, des Affaires européennes, des Droits de l'Homme et des Minorités |     | Dušan Čaplovič                                                                       | SMER-SD |
| Vice-président du gouvernement Ministre de l'Intérieur                                                                                   |     | Robert Kaliňák                                                                       | SMER-SD |
| Vice-président(e) du gouvernement Ministre de la Justice                                                                                 |     | Štefan Harabin (jusqu'au 23.06.2009) Viera Petríková (à partir du 03.07.2009)        | ĽS-HZDS |
| Vice-président du gouvernement Ministre de l'Éducation                                                                                   |     | Ján Mikolaj (sk)                                                                     | SNS     |
| Ministre des Finances |     | Ján Počiatek                                                                         | SMER-SD |
| Ministre des Affaires étrangères |     | Ján Kubiš (jusqu'au 26.01.2009)                                                      | SMER-SD |
| Ministre des Affaires étrangères |     | Miroslav Lajčák                                                                      | Sans    |
| Ministre de l'Économie |     | Ľubomír Jahnátek                                                                     | SMER-SD |
| Ministre de la Défense |     | Jaroslav Baška (sk)                                                                  | SMER-SD |
| Ministre de la Culture |     | Marek Maďarič                                                                        | SMER-SD |
| Ministre de la Santé |     | Richard Raši                                                                         | SMER-SD |
| Ministre de l'Agriculture |     | Stanislav Becík (jusqu'au 16.09.2009) Vladimír Chovan                                | ĽS-HZDS |
| Ministre des Transports, des Postes et des Télécommunications                                                                            |     | Ľubomír Vážny                                                                        | SMER-SD |
| Ministre des Travaux publics et du Développement régional                                                                                |     | Marian Janušek (jusqu'au 15.04.2009) Igor Štefanov (jusqu'au 11.03.2010) Ján Mikolaj | SNS     |
| Ministre du Travail, des Affaires sociales et de la Famille                                                                              |     | Viera Tomanová                                                                       | SMER-SD |
| Ministre de l'Environnement |     | Ján Chrbet (sk) Viliam Turský (sk) (20.05.2009 - 28.08.2009)                         | SNS     |
| Ministre de l'Environnement |     | Jozef Medveď (sk) (28.10.2009 - 30.06.2010)                                          | SMER-SD |

### Changements du1erjuillet 2010
- Les changements d'attributions sont indiquées en italique.

| Portefeuille | Nom | Nom              | Parti   |
| --- | --- | ---------------- | ------- |
| Président du gouvernement |     | Robert Fico      | SMER-SD |
| Vice-président du gouvernement Chargé de la Société de la connaissance, des Affaires européennes, des Droits de l'Homme et des Minorités |     | Dušan Čaplovič   | SMER-SD |
| Vice-président du gouvernement Ministre de l'Intérieur                                                                                   |     | Robert Kaliňák   | SMER-SD |
| Vice-présidente du gouvernement Ministre de la Justice                                                                                   |     | Viera Petríková  | ĽS-HZDS |
| Vice-président du gouvernement Ministre de l'Éducation                                                                                   |     | Ján Mikolaj      | SNS     |
| Ministre des Finances |     | Ján Počiatek     | SMER-SD |
| Ministre des Affaires étrangères |     | Miroslav Lajčák  | SMER-SD |
| Ministre de l'Économie et des Travaux publics                                                                                            |     | Ľubomír Jahnátek | SMER-SD |
| Ministre de la Défense |     | Jaroslav Baška   | SMER-SD |
| Ministre de la Culture |     | Marek Maďarič    | SMER-SD |
| Ministre de la Santé |     | Richard Raši     | SMER-SD |
| Ministre de l'Agriculture, de l'Environnement et du Développement régional                                                               |     | Vladimír Chovan  | ĽS-HZDS |
| Ministre des Transports, des Postes et des Télécommunications                                                                            |     | Ľubomír Vážny    | SMER-SD |
| Ministre du Travail, des Affaires sociales et de la Famille                                                                              |     | Viera Tomanová   | SMER-SD |